# Skytteanum

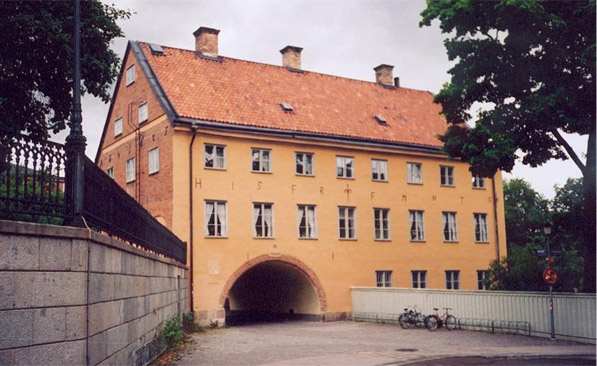
Skytteanum och Valvgatan. (2003)

Skytteanum är ett kanikhus i kransen runt Uppsala domkyrka (på Dombergets västra strand). Huset är idag ett byggnadsminne.

## Historia

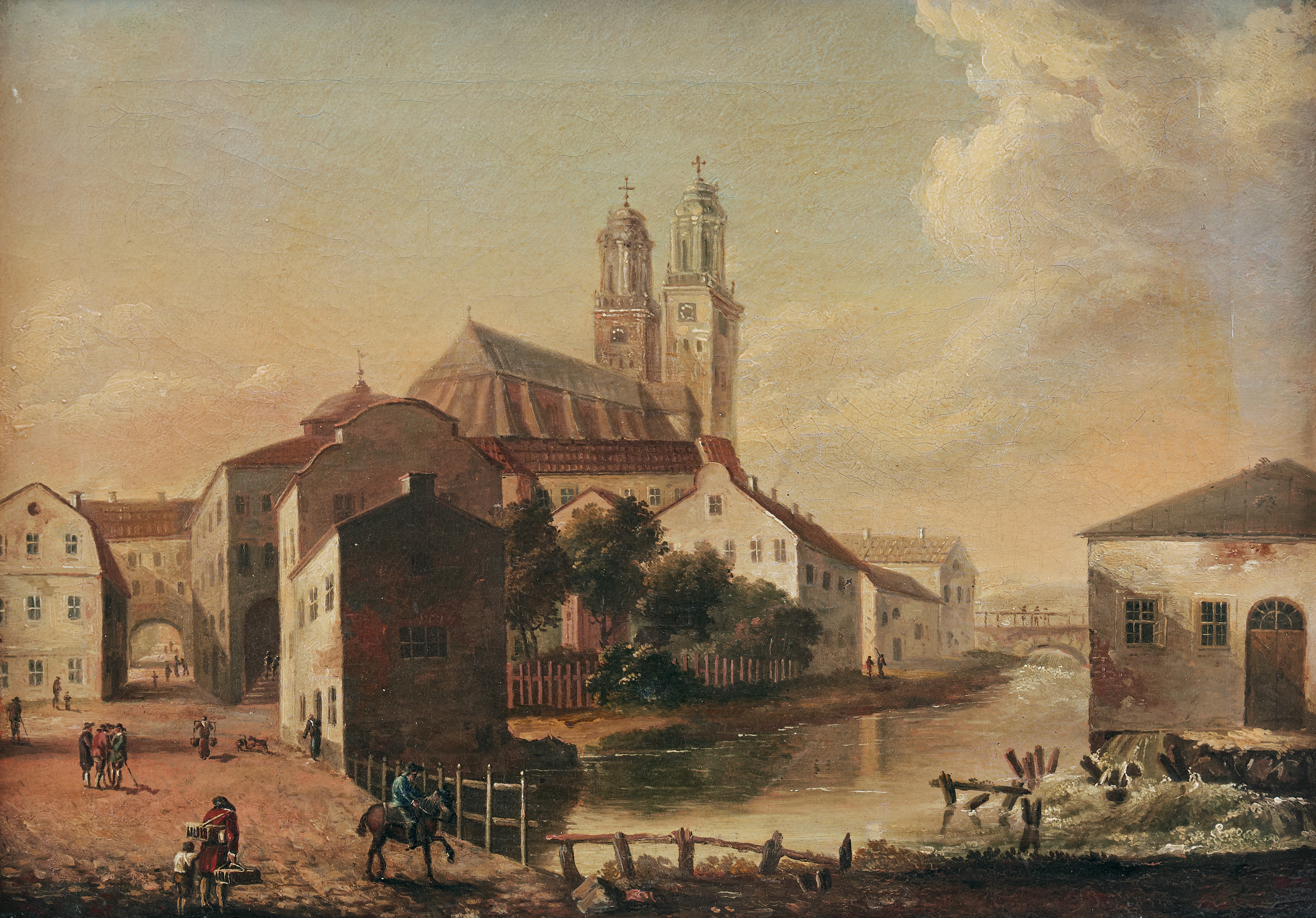
Dombron med Skytteanum (till vänster) och Uppsala domkyrka år 1800. Målning av Carl Peter Hilleström.

Delar av byggnaden härrör från 1300-talet och har ingått i tegelringmuren på Domberget (runt domkyrkan). Till fastigheten hör också en lägre nyare byggnad, som numera huvudsakligen fungerar som arbetsrum för personal vid statsvetenskapliga institutionen. I själva Skytteanum finns bibliotek (främst Gyllenhielmska biblioteket), lärosalar och arbetsrum för samma institution. Den södra sidan av Skytteanum inramas av en trädgård, på vars andra sida affärsbebyggelsen vid Drottninggatan finns.
Skytteanum inköptes av den Skytteanska stiftelsen som bostad åt innehavaren av den Skytteanska professuren i vältalighet och statskunskap, som inrättades av Johan Skytte genom en donation år 1622. Det är idag Uppsala universitets enda tjänstebostad, och innehas för närvarande av professor Li Bennich-Björkman.
Fasaden pryds av ankarslutsbokstäverna H I S F R F M N T G, vilka står för Herr Iohan Skytte Friherre Riksråd Fru Maria Nääf Till Grönsöö. Personerna som åsyftas är Johan Skytte och hans fru Maria Näf, som bodde i huset under 1600-talets början.

## Valvgatan
Genom Skytteanum går Valvgatan. Gående och cyklister tillåts passera direkt från Fyristorg upp mot Riddartorget och Värmlands nation. Tidigare har genomfarten även trafikerats av motorfordon, men detta upphörde på 1960-talet.